# المقابر الثانوية بوادي الملوك
الغالبية العظمى من المقابر الخمسة والستين التي تم اكتشافها في منطقة وادي الملوك من الممكن أن يطلق عليها لفظ مقابر ثانوية وذلك لأحد سببين رئيسيين وهما إما لندرة المعلومات عنهم وعن هوية أصحابهم حتى وقتنا الحاضر أو لأن نتائج دراستهم لم يتم تدوينها بالشكل الكافي من قبل مستكشفيها الأصليين أو لقلة الاهتمام بتفاصيلهم وتدوينها في عجالة من أجل البحث عن مقابر لشخصيات أخرى لعبت دورا أبرز في التاريخ، وغالبية هذه المقابر صغيرة الحجم وتتكون من حجرة واحدة للدفن يتم الوصول إليها إما عن طريق بئر يصل لسطح الأرض أو درج مؤدي لممر هابط أو مجموعة من الممرات المتشابكة التي تصل في النهاية إلى حجرة الدفن، وهذا لا ينفي وجود بعض منهذه المقابر بحجم أكبر ويضم حجرات متعددة للدفن، وقد كان لهذه المقابر العديد من الأغراض؛ فمنها ما خصص لدفن الشخصيات ذوي الرتب الملكية الأدنى ومنها ما صمم لأغراض خاصة، كما تحوي بعضها على رفات حيوانات محنطة في حين يبدو البعض الأخر خاليا تماما ولم يسبق أن دفن فيه أي كائن حي من قبل، إضافة إلى استخدام هذه المقابر لأغراض أخرى غير التي صممت من أجلها وهو ما يفسر العثور على بعض المقتنيات المتعلقة بمثل هذه الاستخدامات، وعلى الرغم من اكتشاف بعض هذه المقابر منذ القدم إلا أن الغالبية قد تم اكتشافها أواخر القرن التاسع عشر ومطلع القرن العشرين عندما كانت الأعمال الكشفية والحفائر الأثرية في الوادي على أشدها.

## التكويد
تم تكويد مقابر وادي الملوك وإعطائها أرقاما ورسم خريطة مفصلة لها عام 1827 على يد عالم المصريات البريطاني جون جاردنر ويلكينسون وتم إعطاء الكود KV للمقابر المكتشفة في الوادي الشرقي لوادي الملوك أو ما كان يطلق عليه سلفا الوادي الرئيسي (و KV اختصارا لكلمتي Kings' Valley وتعني وادي الملوك بالإنجليزية)، كما تم إعطاء كود WV للمقابر المكتشفة بالوادي الغربي لوادي الملوك (و WV اختصارا لكلمتي West Valley وتعني الوادي الغربي بالإنجليزية) وتم ترقيم المقابر حسب أولوية الاكتشاف، بداية من مدخل الوادي من الجهة المقابلة لمدينة الأقصر، ومع بداية مشروع تخطيط طيبة تم تعميمي الكود KV لكل المقابر المكتشفة في وادي الملوك بشطريه الشرقي والغربي.
وبجانب المقابر، هناك أيضا بعض الهوات وبعض الغرف المنحوتة داخل الصخور والتي تنم عن بدايات لمقابر ربما كان من المخطط تشييدها وتم التغاضي عنها لسبب أو لآخر، وهذه الهوات تتبع نفس نظام تكويد المقابر (قبل مشروع تخطيط طيبة) وهي مرقمة من WV A وحتى KV T وعلى الرغم من ذلك فإن عدد هذه الهوات أو أماكنها غير معروف بالتحديد، علاوة على أن عملية التكويد هي عملية مستحدثة على يد العلماء المعاصرين الذين اعتمدوا في تحديد مواقع هذه الهوات إما على المراجع السابقة أو دراساتهم الميدانية أو من خلال المسح الرإداري لأرضية الوادي.

## قائمة المقابر الثانوية

### الوادي الشرقي

#### مقبرة 3
تقع مقبرة 3 في واد فرعي منبثق عن الوادي الشرقي بالقرب من 46 ومقبرة 4، وعلى الرغم من أنها مكتشفة منذ العصور القديمة وزارها العديد من المستكشفين القدماء إلا أنها لم تخضع للحفائر الأثرية إلا على يد هاري بيرتون عام 1912 في حين قام كلا من إدوارد راسل آيرتون وجيمس إدوارد كويبيل بالقيام بحفائرهما في محيط مدخل المقبرة بين عامي 1904 و1906 وثلاثتهم كانوا يعملون لمصلحة ثيودور ديفيز.
وتصميم المقبرة يماثل تصميم مقابر الأسرة العشرون المخصصة لدفن أفراد العائلة الملكية بوادي الملكات حيث تتكون من ممر تتصل به حجرتان جانبيتان (واحدة منهم غير مكتملة) وينتهي الممر بحجرة الأعمدة والمتصل بها حجرتان شبه مكتملتان، وتتبع حجرة الأعمدة ثلاثة حجرات متتالية منهم إثنتان متصلتان بسطح الأرض عن طريق تجويف في سقف الغرفتين، وجدران المقبرة تعلوها نقوش تصور رمسيس الثالث يتبعه أمير، في حين أشار كارل ريتشارد ليبسيوس والذي زار المقبرة في منتصف القرن التاسع عشر إلى نقوش جدارية لم يعد لها وجود الآن، ويعتقد أن مقبرة 3 هي نفس المقبرة التي وجدت شقفة بخصوصها وترجع للعام التاسع والعشرين من حكم رمسيس الثالث وتحدد موقع حفر مقبرة لواحد من أبناء رمسيس الثالث، وعلى الرغم من أن هوية هذا الأمير الذي خصصت له المقبرة لم تحدد حتى الآن إلا أن هناك بعد التكهنات التي تؤكد أن هذا الأمير هو نفسه الفرعون رمسيس الرابع.
ولم تثمر الحفائر الأثرية التي قام بها بيرتون عن استخراج أي أثر يرجع لعهد الدولة الحديثة وهو ما قوى فرضية أن هذه المقبرة لم تستخدم أبدا للدفن، في حين تم استخراج بعض الآثار والتي ترجع للعصر البيزنطي وهو ما يرجح استخدام الأقباط لهذه المقبرة ككنيسة لهم في العصور الأولى.

#### مقبرة 12
تقع مقبرة 21 في الوادي الشرقي نفسه، وهي مكتشفة منذ القدم وأقيمت الحفائر الأثرية بها على يد إرنست هارولد جونز لمصلحة ثيودور ديفيز فيما بين عامي 1908 و1909، في حين قام هوارد كارتر بحفائر أخرى بمحيط مدخل المقبرة فيما بن عامي 1920 و1921 للبحث عن ودائع الأساس الخاصة بالمقبرة إلا أن محاولاته قد بائت بالفشل.
وللمقبرة تصميم فريد، فالممر الهابط يؤدي إلى حجرة مرفوعة على عامود واحد وينبعث منها العديد من الممرات المؤدية بدورها للعديد من الحجرات الأخرى، كما توجد علامات لأماكن الأبواب التي لم يتم تثبيها مما يعني أن المقبرة لم تستكمل وقت حفرها، علاوة على اختلاف التصاميم وجودة البناء بين حجرات وممرات المقبرة المختلفة مما يشير لحقيقة تشييد المقبرة على مدار بداية من عهد الأسرة الثامنة عشر واستمر حتى عهد الأسرة التاسعة عشر وربما لأبعد من ذلك، وتصميم المقبرة يدل على الانتهاء من العمل بها (أو على الأقل أصبحت واقعا) في نفس توقيت بدء العمل في مقبرة 9 (الخاصة برمسيس الخامس ورمسيس السادس) وذلك لتسبب حفر هذه المقبرة في تصدع الجزء الخلفي من مقبرة 12.
وبخلاف الأوشبتي الخاص برمسيس السادس والذي عثر عليه بالقرب من مدخل المقبرة، لم يتم تسجيل العثور على أي آثار أو مقتنيات أخرى ذات قيمة، كما لم يتم تحديد هوية ساكن أو ساكني هذه المقبرة بشكل قاطع وكل ما تم استنتاجه هو استخدام المقبرة في عهد الأسرة التاسعة عشر ومن المحتمل أوائل عهد الأسرة العشرون لدفن العديد من الأشخاص ذوي الرتب الملكية الأدنى (كما في مقبرة 5)، ويعتقد أن دفن المومياوات في هذه المقبرة قد انتهى مع الشروع في بناء مقبرة 9 كما يرجع العلماء أسباب تعرض المقبرة للسلب لتصدع الجهة الخلفية بها أثناء تشييد مقبرة 9، ويعلل العلماء وجود الأوشبتي الخاص برمسيس السادس بجانب مدخل مقبرة 12 إلى تسلل اللصوص لسرقة المقبرة نفسها ومن خلال الصدع الداخلي بها تمكنوا من التسلل لمقبرة 9 وسرقتها هي الأخرى.

#### مقبرة 13
تقع مقبرة 13 بالقرب من مقبرة 14 الخاصة بتوسرت وست نخت، وهي مكتشفة منذ العصور القديمة وإن جرت الحفائر الأثرية بها على يد هارتويج ألتنمولر، وهي مقبرة غير مكتملة، وتتكون من ثلاثة ممرات منحدرة تتبعهم حجرتان ثم ممر آخر يؤدي لحجرة الدفن، وتصميم المقبرة متطابق بشدة مع تصميم مقبرة 14 ولم يختلفا سوى في تحول محور بناء الممر الأخير وحجرة الدفن بمقبرة 13 وذلك لإضافتهما لاحقا للمقبرة (أي أضيفا بعد أن تخلى ست نخت عن إنشائها وانتزع مقبرة الملكة توسرت لنفسه)، وقد عانت المقبرة الكثير من الدمار بسبب مياه الفيضان الذي أدى لانهيار سقف المقبرة وفقدان أغلب النقوش الجدارية بداخلها.
ولم تحتوي المقبرة سوى على القليل من الآثار الباقية وتابوتين عثر عليهما في الممر الأخير وحجرة الدفن، وكانت المقبرة قد شيدت أساسا لتكون المثوى الأخير للمستشار إرسو وكان أحد كتبة الفرعون سيتي الثاني ثم الفرعون سابتاح وإن لم يتم العثور على أي دليل تاريخي يثبت دفنه في المقبرة، حتى التابوتان الذان تم العثور عليهما يرجعان لعصر الأسرة العشرين وتحديدا للأمير منتوحرخبشف ابن رمسيس التاسع والأمير أمنحرخبشف ويعتقد كونه أحد أبناء رمسيس الثالث، وتابوت الأخير هو تابوت الملكة توسرت وتم انتزاعه لدفن الأمير المتوفي.

#### مقبرة 19
تقع مقبرة 19 في أحد أودية الوادي الشرقي الفرعية بالقرب من مقبرة 20 ومقبرة 60، وتم اكتشافها على يد جوفاني باتيستا بلزوني عام 1817، وقام كل من جيمس بيرتون عام 1825 وهوارد كارتر عام 1903 وإدوارد راسل آيرتون فيما بين عامي 1905 و1906 بإجراء الحفائر الأثرية بها.
والمقبرة غير مكتملة وتتكون من مدخل وممر هابط ثم ممر ثان مستقيم وكوة في الحائط على جانب الممر لم يتم الانتهاء من حفرها ويعتقد انها استخدمت كسجن في بعض الأوقات، في حين تعلو جدران الممر الهابط نقوشا تدل على أن المقبرة كانت معدة لأمير.
وتشير بعض الدراسات أن القبرة كانت مخصصة للأمير ست حرخبشف إلا أن العمل بها قد توقف بعد اعتلاء الأمير لعرش مصر وتتويجه باسم رمسيس الثامن، ومن ثم تم استخدام المقبرة لدفن الأمير منتوحرخبشف وإن لم يتم العثور على مومياته سواء في هذه المقبرة أو جبانتي المومياوات الملكية التي تم اكتشافهما فيما بعد، ولم يبق له أي أثر سوى تابوته الذي تم العثور عليه في مقبرة 13.
يذكر أنه عند اكتشاف المقبرة أول مرة عثر بلزوني على العديد من المومياوات التي يرجع تاريخها إلى عهد الأسرة الثانية والعشرين.

#### مقبرة 21
تقع مقبرة 21 في أحد أودية الوادي الشرقي الفرعية في الجهة الشمالية لمقبرة 19، اكتشفها بلزوني عام 1817 وأعاد دراستها دونالد ريان فيما بين عامي 1989 و1990 وهي مقبرة عارية تماما من النقوش وتتكون من درج يتبعه ممران هابطان ينتهيان بحجرة دفن يرتفع سقفها على عامود واحد يقع في منتصف الحجرة وملحق بها حجرة جانبية صغيرة.
وعند اكتشافها وجد حائط حجري منقوض يسد الطريق إلى داخل المقبرة عند نهاية الممر الهابط الأول وبعدما تجاوز الحائط وجد بلزوني العديد من المومياوات العارية من أكفانها وجميعها لإناث علاوة على العديد من الأوعية المصنوعة من السراميك والألابستر في الحجرة الجانبية، وأثبتت الدراساتالحديثة تضرر المقبرة من مياه الفيضانات، علاوة على تعرضها للسرقة بعد اكتشافها على يد بلزوني.
ويرجع تاريخ الآثار المستخرجة من المقبرة إلى عهد الأسرة الثامنة عشر كما يعنقد أن المومياوات التي تم العثور عليها هي لملكات، وبخلاف السرقاتالتي طالت المقبرة في عهد بلزوني أثبتت الأبحاث كذلك تعرض المقبرة للسرقة في العصور القديمة.

#### مقبرة 26
تقع مقبرة 26 في الوادي المؤدي لمقبرة 34 (مقبرة تحوتمس الثالث)، واكتشفت على يد جيمس بيرتون عام 1825، وهي مقبرة صغيرة تتكون من ممر قصير مستو ينتهي بحجرة واحدة يتم الوصول إليها عن طريق فتحة بئر، والمقبرة تملئها الشوائب الني خلفتها الفيضانات على مدار السنين، كما لم يتم إجراء أي حفائر أثرية بها ولا توجد أي معلومات بخصوص صاحب أو أصحاب المقبرة الأصليين غير أن التصميم الداخلي يوحي بأنها من عهد الأسرة الثامنة عشر.

#### مقبرة 27
تقع مقبرة 27 في واد جانبي على مقربة من مقبرة 21 ومقبرة 28، وكان كلا من بلزوني وويلكينسون على دراية بموقع المقبرة ووجودها إلا أن أول توثيق للمقبرة تم على يد ريان عام 1990، والمقبرة عبارة عن حجرة واحدة يتم الوصول إليها عن طريق فتحة بئر وملحق بها ثلاثة حجرات جانبية، وعلى الرغم من العثور على بقايا لمومياوات مختلفة إلا أن هوية صاحب أو أصحاب المقبرة الحقيقيين مجهولة حتى الآن في حين يرجع تاريخ المقتنيات التي تم العثور عليها إلى فترة حكم تحوتمس الرابع وأمنحتب الثالث كما يرجع التصميم الداخلي للمقبرة لعهد الأسرة الثامنة عشر.

#### مقبرة 28
تبعد مقبرة 28 أمتارا قليلة عن سابقتها مقبرة 27، وكانت معروفة لدى ويلكينسون ولكن لم تتضمنها الحفائر الأثرية إلا حديثا على يد ريان، والمقبرة تتكون من حجرة وحيدة يتم الوصول إليها عن طريق فتحة بئر إلا أن وجود باب مسدود في الجدار الخلفي للغرفة يعطي الأمل في وجود حجرات أخرى ورائه، ووجدت آثار لعملتي دفن على الأقل داخل المقبرة، وعلاوة على المومياوات التي تم استخراجها وجد أيضا أغطية لموميات أخرى وأوان فخارية ترجع لعهد تحوتمس الرابع ما يرجح أن تكون المقبرة من عهد الأسرة الثامنة عشر، ولا توجد أي معلومات عن صاحب أو أصحاب المقبرة الأصليين.

#### مقبرة 29
تقع مقبرة 29 في جنوب غرب الوادي الشرقي، واكتشف موقعها على يد بيرتون إلا أنها لم تستكشف على الإطلاق ولمتجرى بها أي حفائر كما لم يدخلها أي مستكشف منذ تحديد موقعها، ولا توجد أي معلومات متوافرة عن ما إذا استخدمت في القدم أو عن وجود أي آثار بداخلها أو الفترة الزمنية التي شيدت خلالها.

#### مقبرة 30
تقع مقبرة 30 في الوادي المؤدي لمقبرة 34، واكتشفها بلزوني عام 1817 وقام بالحفائر الأثرية بها لمصلحة سومرست لوري كوري (إيرل بيلمور الثاني) ومن ثم عرفت المقبرة باسم مقبرة لورد بيلمور، وتتكون من ممر مستوى يتم الوصول إليه عن طريق فتحة بئر وينتهي الممر بحجرة كبيرة ملحق بها أربعة حجرات جانبية، ولم تيم تسجيل أي أثر منتشل من تلك المقبرة سوى قطعة من الفخار تعود لعهد الأسرة الثامنة عشر.

#### مقبرة 31
تقع مقبرة 31 في موقع متوسط بين مقبرة 30 ومقبرة 32، وهي كسابقتها اكتشفت على يد بلزوني كما قام بالحفائر الأثرية بها عام 1817، ولا يعرف عنها سوى فتحة البئر المؤدية لداخل المقبرة.

#### مقبرة 32
تقع مقبرة 32 كسابقتيها (مقبرة 31 ومقبرة 30 في نفس الواد المؤدي لمقبرة 34، واكتشفت عام 1898 على يد فيكتور لوريت وهو نفسه من قام بالحفائر الآثرية بالمقبرة، وفيما بين عامي 2000 و2001 أعيد استكشاف المقبرة على يد المشروع السويسري مشروع مصر، وتتكون المقبرة من حجرة واحدة غير مكتملة يرتفع سقفها على عامود واحد يتوسط الغرفة وحجرة جانبية يتم الوصول إليها من خلال درج وممرات وقد انهار جزء من الحجرة الجانبية من المقبرة وكذلك الجزء الملاصق لها من مقبرة سابتاح (مقبرة 47) أثناء حفر الأخيرة.
وأدت الحفائر الأخيرة لاكتشاف الأواني الكانوبية الخاصة بالملكة تيا زوجة أمنحتب الثاني ووالدة تحوتمس الرابع مما ساعد على معرفة صاحب المقبرة الرئيسي وتوقيت بناء المقبرة والذي يرجع لهد الأسرة الثامنة عشر وتحديدا لعصر أمنحتب الثاني.

#### مقبرة 33
تقع مقبرة 33 خلف مقبرة 34 مباشرة، اكتشفت وجرت بها الحفائر الأثرية على يد فيكتور لوريت عام 1898، وتتكون من درج هابط يؤدي لحجرتين ولا تعرف أي تفاصيل أخرى عن هذه المقبرة كما لم يتم العثور على خريطة تفصيلية لها ولا يمكن الوصول بداخلها حتى الآن وإن كانت الشواهد القليلة تؤكد على أن المقبرة تعود لعصر الأسرة الثامنة عشر، ورجح بعض العلماء أن تكون المقبرة عبارة عن ملحق للمقبرة 34 إلا أنه لا يوجد أي دليل حتى الآن على استخدام هذه المقبرة (مقبرة 33) للدفن.

#### مقبرة 37
تقع 37 في الوادي المؤدي لمقبرة 34 وبالقرب من مقبرة 32، وأشار لوجودها لأول مرة المستكشف جيمس بيرتون وأعاد اكتشافها ودراستها فيكتور لوريت عام 1899، وتتكون من حجرة وحيدة يؤدي إليها درج يتبعه ممر، ولا توجد أي معلومات عن صاحب المقبرة الأصلي، والمقبرة تعود لعهد الأسرة الثامنة عشر وعثر بداخلها على العديد من المقتنيات التي ترجع لعهد الأسرتين الثامنة عشر والتاسعة عشر مما دفع بعض العلماء لادعاء استخدام المقبرة كمخبأ لنابشي القبور.

#### مقبرة 40
تقع مقبرة 40 في نفس الوادي الصغير الذي تقع به المقابر السابقة، واكتشفها فيكتور لوريت عام 1899 إلا أنه لا توجد أي معلومات متوافرة عن محتويات المقبرة أو نتائج الحفائر الآثرية التي أجريت بها، ولا يبدو منها اليوم سوى الجزء العلوي من فتحة البئر الموصلة لداخل المقبرة التي يرجع تاريخها إلى عهد الأسرة الثامنة عشر.

#### مقبرة 41
تقع مقبرة 41 خارج حدود وادي الملوك وتحديدا فيما يعرف بوادي الهوات خلف الدير البحري، اكتشفها فيكتور لوريت عام 1898 وأعيدت دراستها على يد المعهد الفرنسي للآثار الشرقية عام 1991، والمقبرة تتكون من فتحة بئر فقط يبلغ عمقها عشرة أمتار.
والمقبرة جائت خاوية من أي محتويات ويرجح أنها لم تستخدم من قبل أو يتم الانتهاء من تشييدها وإن زعم بعض العلماء أن هذه المقبرة كانت معدة للملكة تتي شري زوجة الفرعون سنخت إن رع تاعا الأول سابع ملوك الأسرة السابعة عشر، وفي حال التأكد من صحة هذا الزعم، ستصبح المقبرة من أولى المقابر التي تم تشييدها بالوادي.

#### مقبرة 44
تقع مقبرة 44 في أحد الأودية الجانبية بالقرب من مقبرة 45، واكتشفها هوارد كارتر عام 1901 وأعيدت دراستها على يد دونالد ريان مؤخرا، وتتكون المقبرة من فتحة بئر تؤدي إلى حجرة واحدة فقط وجد بداخلها ثلاثة مومياوات موضوعة في أكفان خشبية؛ الأولى لسيدة تدعى تنتكيرر مدبرة منزل الملك أوسركون الأول، ومومياء لشخصية تدعى هيوفا ومومياء أخيرة لمغنية آمون لم يكتب اسمها فوق الكفن وجميعهم يرجعون لعصر الأسرة الثانية والعشرين والمقبرة في الأساس لا تخص أي منهم، حيث عثروا عليهم مدفونين فوق كومة من الركام تملئ تقريبا خمس مساحة المقبرة، وبداخل هذه الكومة عثر على بقايا لسبع مومياوات أخرى من عصور مبكرة بلا أكفان أو أي متعلقات جنائزية، كما عثر على بقايا عديدة لخلايا نحل متحجرة تؤكد بقاء المقبرة مفتوحة لفترة من الزمن خلال العصور القديمة.
ويرجع تصميم المقبرة إلى عهد الأسرة الثامنة عشر ولا توجد أي معلومات مؤكدة عن صاحب المقبرة الأصلي وإن جائت بعض الترشيحات لتؤكد أن المقبرة شيدت لصالح آنين أحد مسئولي الدولة من عهد الأسرة الثامنة عشر ابن يويا وتيويو وشقيق الملكة تيي.

#### مقبرة 45
تقع مقبرة 45 بجوار مقبرة 44، ولها فس التصميم المكون من فتحة بئر تنتهي بالحجرة الوحيدة الموجودة بالمقبرة، اكتشفها هوارد كارتر عام 1902 وأعيدت دراستها حديثا على يد دونالد ريان، واستخدمت لدفن شخصيتين من عهد الأسرة الثانية والعشرين، وقد عثر على الأواني الكانوبية الخاصة بصاحب المقبرة الأصلي وإن كانت خالية من أي بقايا آدمية وهي لأوسر حت ناظر حقول الإله آمون خلال عهد الأسرة الثامنة عشر.

#### مقبرة 48
تقع مقبرة 48 في الوادي المؤدي لمقبرة 35 (المقبرة الخاصة بأمنحتب الثاني)، ، اكتشفت المقبرة على يد جون راسل آيرتون عام 1906 وتتكون من فتحة بئر تؤدي للحجرة الوحيدة بالمقبرة، وعند النزول للمقبرة لأول مرة وجدت حجرة الدفن وقد سدت بحائط أعيد بنائه في فترة أحدث من تلك التي بنيت فيها المقبرة مما يدل على إعادة فتح المقبرة وإغلاقها مرة أخرى في العصور القديمة، وغير معلوم ما إذا كان هذا الحائط الحديث هو الآخر قد تم نقضه وبنائه أكثر من مرة سابقا.
وبدى واضحا أن محتويات المقبرة جميعها قد سلبت منذ العصور القديمة، حيث عثر آيرتون على مومياء مجردة من أكفانها ملقاة على الأرض يحيطها بقايا من النعش الخشبي الذي كانت تحفظ بداخله، كما عثر أيضا على ما تبقى من متعلقات جنائزية خاصة بصاحب المقبرة والتي عثر عليها فوق كومة من الركام وجميعها تخص أمنمبيت المدعو بيري أحد النبلاء الذين عاصروا أمنحتب الثاني.
ويشير العصور على المومياء فوق كومة من الركام إلى أن المقبرة كانت مشيدة بالفعل قبل دفن أمنمبيت المدعو بيري بداخلها، ومع ذلك لا توجد أي شواهد علمية كانت أو تاريخية على أن صاحب المقبرة الأصلي شخصية مغايرة لأمنمبيت المدعو بيري، كما عثر له على مقبرة أخرى بمدينة طيبة الجنائزية وهي المقبرة 29 بطيبة.

#### مقبرة 49
تقع مقبرة 49 في نفس الوادي المؤدي لمقبرة 35 بالقرب من مقبرة 48، وهي كسابقتها اكتشفت على يد آيرتون عام 1906، وهي مقبرة غير مكتملة مكونة من درج ينتهي بممر هابط يؤدي لحجرة تحتوي على درج هابط أخر غير مكتمل، ويحمل المدخل المؤدي للمقبرة آثارا لحائط بني قديما لسد المدخل، مما يرجح استخدام المقبرة للدفن خلال فترة زمنية ما، في حين يشير التصميم الداخلي للمقبرة إلى عهد الأسرة الثامنة عشر وإن تدل الشواهد الأخرى على استخدام المقبرة أبان عصر الدولة الحديثة وذلك من خلال ما عثر عليه من أغطية للمومياوات وقطع من القماش وقطع لعب ونقوش بمدخل المقبرة.
واختلف العلماء حول تفسير وجود تلك المتعلقات المنتشلة من المقبرة؛ حيث أرجع البعض وجودها كدليل على استخدام المقبرة للدفن، في حين أشار آخرون أن المقبرة كانت مجرد مخزن لقطع النسيج البالية والمستخدمة في الإضائة، وانتهى آخرون إلى أن المقبرة كانت معدة لتخزين المومياوات الملكية بها آثناء الفترة التي أعقبت نهاية عصر الرعامسة وما حل بالوادي من فوضى وسرقة وتدنيس.

#### مقبرة 50، مقبرة 51 ومقبرة 52
تقع المقابر الثلاثة في نفس المنطقة التي تضم المقبرتين السابقتين، اكتشفهم آيرتون عام 1906 وقام بالحفائر الآثرية بهم كذلك، والمقابر الثلاثة متماثلة التصميم، فكل واحدة منهم عيارة عن فتحة بئر تنتهي بحجرة دفن واحدة، كما عثر في ثلاثتهم على بقايا حيوانية وليست آدمية، والمقابر تعرضت للسرقة من العصور القديمة وهو ما بدى واضحة من وضع المومياوات حين اكتشفت المقابر.
وتدل الآثار الباقية على مدخل مقبرة 51 إلى وجود حائط سابق يحمل الأختام الملكية لسد المقبرة، في حين عثر على المدخل مسدودا بالحجارة وأجزاء من أغطية النعوش التي عثر على بقاياها داخل المقبرة، وعثر على مومياوتين بداخل مقبرة 50 وواحدة داخل مقبرة 52 في حين وجدت مقبرة 51 ممتلئة عن آخرها بالمومياوات، وغير معلوم إذا كانتا المقبرتين 50 و52 قد خصصا في الأساس لتكونا مقابر آدمية أو لا، حيث تم العثور داخل مقبرة 50 على بقايا لنعش خشبي في حين عثر داخل مقبرة 52 على صندوق كانوبي فارغ.
واحتوت مقبرة 51 على متعلقات تعود لعهد الأسرة الثامنة عشر وهو نفس العهد الذي تعود إليه المقبرتان الأخرتان، وتشير بعض النظريات (على الرغم من عدم وجود أي دلائل علمية أو تاريخية) إلى أن المقابر تضم الحيوانات التي اقتناها الملك أمنحتب الثاني والذي تقع مقبرته بالقرب من تلك المقابر الثلاثة.

#### مقبرة 53
تقع مقبرة 53 شمال مقبرة 29، واكتشفها آيرتون فيما بين عامي 1905 و1906، وعلى الرغم من عدم وجود أي خريطة لها إلا أن التصميم المذكور لها في المراجع تانتريخية يؤكد على أن المقبرة عبارة عن حجرة واحدة يتم الوصو إليها عن طريق فتحة بئر، وقد شيدت أكواخا للعاملين في وادي الملوك فوق مدخل تلك المقبرة والتي عثر بداخلها على شقفة تفتقر لأي دليل تاريخي، وغير معلوم إذا كانت هذه المقبرة قد استخدمت للدفن من قبل أو لا.

#### مقبرة 59
تقع مقبرة 59 في الوادي المؤدي لمقبرة 34، ولاحظ وجودها لأول مرة المستكشف جيمس بيرتون عام 1825 إلا أنه لا يوجد أي معلومات عن محتوياتها أو نتائج الحفائر الآثرية التي أجريت بها، وكل ما يعرف عنها هو تاريخ تشييدها والذي يرجع لعصر تحوتمس الثالث

#### مقبرة 61
تقع مقبرة 61 في الجزء الجنوبي الغربي من الوادي الشرقي بوادي الملوك، واكتشفت على يد إرنست هارولد جونز عام 1910، والمقبرة تتكون من فتحة بئر مؤدية للحجرة الوحيدة الموجودة بداخل المقبرة والتي عند اكتشافها وجد مدخلها مسدودا في حين وجد مدخل المقبرة وقد امتلئ بما ترسبه الفيضانات وإن لم تسد المدخل الرئيسي بالكامل الذي لم يحو أي آثار أو ملاحظات تستحق التدوين، وتضاربت النظريات حول المقبرة؛ حيث أكدت واحدة استخدام المقبرة للدفن مرة واحدة على الأقل ثم تم نقل المومياء الخاصة بالمتوفي إلى مكان آخر وهي نظرية ضعيفة بعض الشئ، في حين أكدت نظرية أخرى وهي الأقرب للواقع أن المقبرة قد شيدت لصالح شخصية معينة ثم سدت بعد ذلك بعدما تقرر عدم استخدامها لأي سبب ما، والمقبرة تفتقر الدلائل التاريخية على تاريخ تشييدها أو أصحابها الأصليين.

### الوادي الغربي

#### مقبرة 24
تقع مقبرة 24 بالقرب من نهاية الوادي الغربي بوادي الملوك بين مقبرة 23 ومقبرة 25، وقد لاحظ موقعها لأول مرة المستكشف جون جاردنر ويلكينسون في حين لم يتم استكافها إلا على يد أوتو شادن فيما بين عامي 1991 و1992، ولا يختلف تصميمها عن أغلب مقابر الوادي الأخرى فهي عبارة عن حجرة وحيدة يتم الوصول إليها عن طريق فتحة بئر، والحائطين الأيسر والخلفي غير منتظمي الشكل مما يدل على أن العمل لم يستكمل في المقبرة والتي عثر عليها مليئة بالركام سواء الناتج عن حفر المقبرة أو ما خلفته الفيضانات في العصور القديمة، وقد عثر بداخلها أيضا على متعلقات تعود لعهد الأسرة الثامنة عشر بالإضافة إلى متعلقات أخرى تعود للعصرين الروماني والقبطي مما يدل على استخدام المقبرة لمرات عديدة على مدى العثور المختلفة، فضلا عن استخراج خمسة مومياوات يعود تاريخها إلى عهد الأسرة الثانية والعشرين.

#### الهوة WV A
تقع الهوة WV A بالقرب من مقبرة 22 (مقبرة أمنحتب الثالث)، ولاحظ وجودها أول مرة عالم المصريات الإسكتلندي روبرت هاي وتم استكشافها مرات عديدة فيما بعد، وهي عبارة عن حجرة وحيدة يقود إليها درج غير مكتمل، والأبواب الحجرية التي استخدمت لسد المدخل لا تزال متصلة بالمقبرة حتى الآن، وعند استكشافها لأول مرة وجدت ممتلئة بالركام الناتج عن حفر المقبرة بالإضافة إلى قطع مهشمة من الفخار وأغطية لجرار تحمل اسم الملك أمنحتب الثالث، كما عثر على بقايا لسرج جواد من الجلد لا يخص الملك ويعتقد أنه دخيل على محتويات المقبرة، وتدل محتويات الهوة على أنها استخدمت في الأساس كحجرة للتخزين تابعة لمقبرة 22، كما يعتقد أن تكون باقي متعلقات الهوة قد خلفها اللصوص بعد سرقة المقابر الأخرى بالوادي، ولا يوجد أي دليل على استقبال الهوة لأي من عمليات الدفن على مرمى العصور.

## مقابر آخرى
هذه المقابر التالي ذكرها تضمنتها قائمة المقابر الثانوية بالوادي إما بسبب تصميمها الداخلي المماثل لتصميم المقابر السالف ذكرها أو لأنها استخدمت نفس استخدام المقابر الثانوية خلال أي عصر من العصور، ومع ذلك فإن المقابر التالي ذكرها قد تم الوصول لكثير من المعلومات بخصوصها كما تتمتع بخصائص فريدة تخنلف عن باقي المقابر.
- مقبرة 5: تتكون من حجرات متعددة (تم اكتشاف 120 حجرة حتى الآن) وتضم رفات بعض أبناء رمسيس الثاني وهي أكبر مقابر الوادي.
- مقبرة 25: على الرغم من أنها لا تعدو عن كونها مقبرة غير مكتملة ولا تتكون سوى من درج وممر هابط غير مكتمل إلا أن مقاييسها تدل على أنها صممت لتكون مقبرة ملكية ويرجح أنها كانت الخاصة بإخناتون قبل أنتقال حكمه لالعمارنة وتشييد مقبرته الملكية والمدينة الجنائزية هناك.
- مقبرة 36: مقبرة تتكون من حجرة وحيدة يتم الوصول إليها عن طريق فتحة بئر وتخص ميحربري وعثر على المقبرة كاملة إلى حد بعيد.
- مقبرة 39: مقبرة ذات تصميم غير معتاد وهي واحدة من مقابر عديدة يعتقد أنها لأمنحتب الأول
- مقبرة 46: مقبرة تتكون من درج ثمم ممر هابط ثم درجآخر يؤدي لحجرة الدفن الخاصة بيويا وتيويو والتي عثر على متعلقاتهما شبه كاملة.
- مقبرة 54: هوة أو بداية لمقبرة ضمت متعلقات التحنيط الخاصة بتوت عنخ أمون.
- مقبرة 55: مقبرة مكونة من حجرة واحدة يؤدي إليها درج يعقبه ممر هابط، ضمت متعلقات جنائزية لشخصيتين ملكيتين على الأقل وهما الملكة تيي وإخناتون علاوة على مومياء ملكية يرجح أنها لإخناتون.
- مقبرة 56: مقبرة من حجرة وحيدة يتم الوصول إليها عن طريق فتحة بئر وعثر بداخلها على كميات كبيرة من الذهب والمجوهرات والتي يعتقد أنها المتعلقات الجنائزية الخاصة بالملكة توسرت ودفنت في هذه المقبرة بعد أن انتزعت من المقبرة الأصلية الخاصة بها (مقبرة 14) عند دفن الملك ست نخت بها، وكذلك كمقبرة لأحد أطفال الملكة توسرت وسيتي الثاني وإن كان الدمار قد طال بعض أجزاء المقبرة نتيجة مياه الفيضانات.
- مقبرة 58: مقبرة من حجرة وحيدة يتم الوصول إليها عن طريق فتحة بئر، عثر بداخلها على رقائق ذهبية يعتقد أنها من تلك المستخدمة في تغطية العجلات الحربية المستخرجة من مقبرة 23 الخاصة بالملك خپر خپرو رع آي.
- مقبرة 60: مقبرة مكونة من حجرة وحيدة يقود إليها درج وممر هابط، يعتقد أنها لست رع إن الممرضة الملكية الخاصة للملكة حتشبسوت ويعتقد أن واحدة من المومياوتين الأنثويتين اللتين تم اكتشافهما في المقبرة هي لحتشبسوت نفسها.
- مقبرة 63: مقبرة من حجرة وحيدة يتم الوصول إليها عن طريق فتحة بئر، وهي مقبرة مكتشفة حديثا والحفائر مستمرة بها حاليا.
- مقبرة 64 ومقبرة65: مجرد مدخلان جديدان لمقبرتين لم يتم الكشف عنهما حتى الآن.

## التأريخ
أغلب المقابر المذكورة سلفا والتي احتوت دلائل تاريخية يرجع تاريخها إلى عهد الأسرة الثامنة عشر، وهي نفس الفترة الزمنية التي تعود إليها بعض المقابر الأخرى، أما لتشابهات في الأسلوب المعماري والتصميم الداخلي للمقبرة أو لوقوعهم في نفس المنطقة تقريبا، كما أرجحت بعد الاختلافات المعمارية بمقبرة 5 ومقبرة 12 إلى تشييدهما خلال نفس الحقبة الزمنية الخاصة بالأسرة الثامنة عشر في حين تم استخدامها وتوسعتخما خلال عهد الأسرة التاسعة عشر وبخلاف هاتين المقبرتين تعد مقبرة 13 هي الوحيدة التي تم بدأ العمل بها خلال عهد الأسرة التاسعة عشر، وكما ذكر سلفا بخصوص مقبرة 13 فمن المرجح أن يكون الممر الأخر بنهاية المقبرة وحجرة الدفن الغير مكتملين قد تم تشييدهما بعد الانتهاء من تشييد المقبرة على صورتها الأصلية وتم تشييدهما تباعا عند إعادة استخدام المقبرة في عهد الأسرة العشرين والتي يرجع لعهدها كلا من مقبرة 3 ومقبرة 19 ذلك للزخارف التي تعلو جدرانهما والتصميم الداخلي لكلا القبرتين علاوة على ما عثر عليه من مومياوات مدفونة بداخلهما.
جدير بالذكر أيضا أنه في حين التأكد من شخصية صاحب مقبرة 41 فإن هذا سيعود بتاريخ إنشاء وادي الملوك واستخدامه كمثوى أخير لملوك طيبة إلى الوراء حيث عهد الأسرة السابعة عشر.

## وصلات خارجية
- مشروع تخطيط طيبة - يضم خرائط ووصف مفصل لكل مقابر وادي الملوك